# Dasyhelea calycata
Dasyhelea calycata är en tvåvingeart som beskrevs av Remm 1972. Dasyhelea calycata ingår i släktet Dasyhelea och familjen svidknott. Inga underarter finns listade i Catalogue of Life.